# Bockfließ
Bockfließ è un comune austriaco di 1 358 abitanti nel distretto di Mistelbach, in Bassa Austria; ha lo status di comune mercato (Marktgemeinde).